# Voigtländer

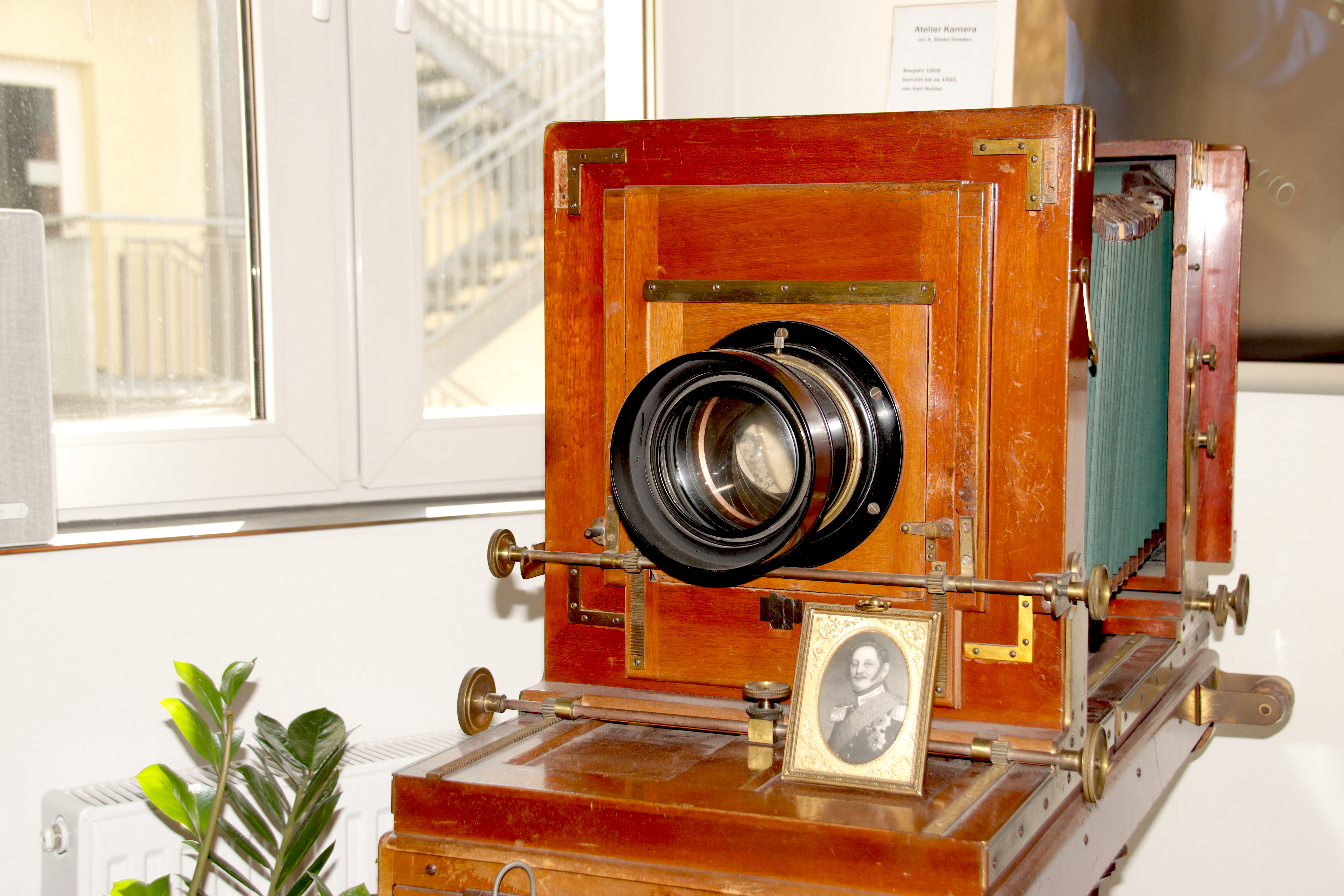
Voigtländer, Brennweite 42 cm, Seriennummer 79862

Voigtländer war ein 1756 in Wien gegründetes Unternehmen der Fotoindustrie, das seit 1982 eine Handelsmarke für Festbrennweiten-Objektive ist. Seit 2001 ist der Firmensitz in Fürth.

## Geschichte

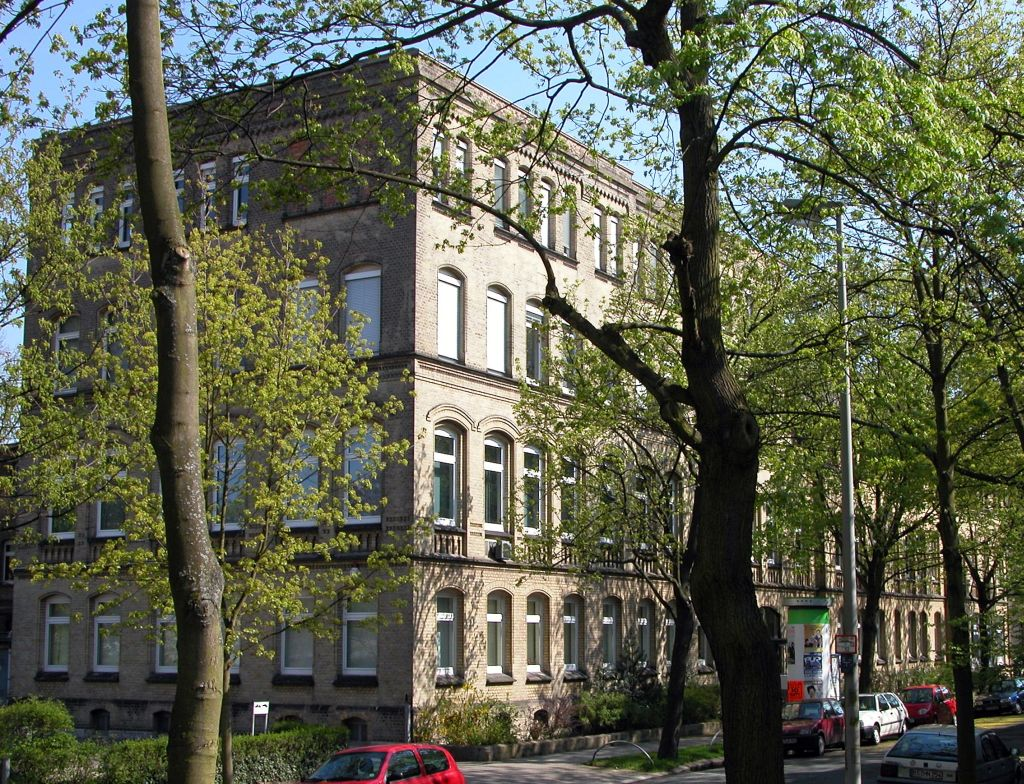
Ehemalige Voigtländer-Fabrik in Braunschweig in der Campe-Straße

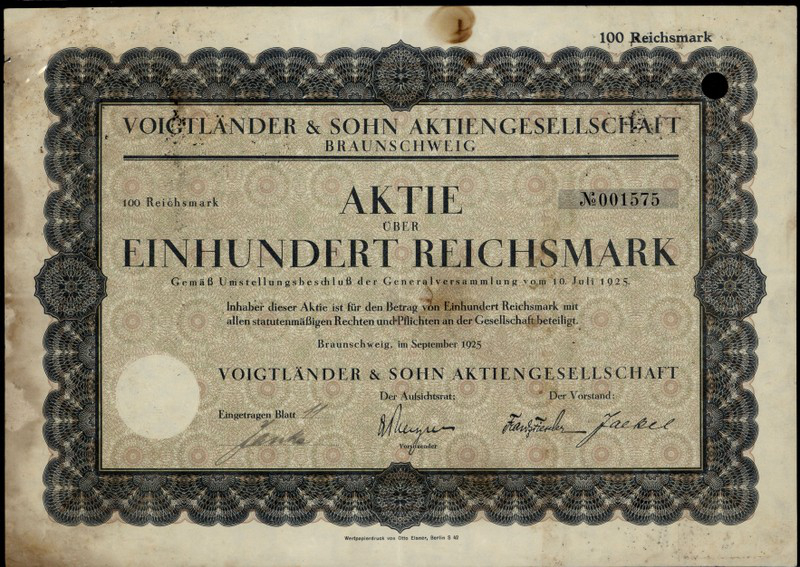
Aktie über 100 RM der Voigtländer & Sohn AG vom September 1925

Das Unternehmen Voigtländer wurde im Jahre 1756 in Wien von Johann Christoph Voigtländer gegründet. Es stellte zunächst optische Instrumente her, darunter optische Messgeräte und Operngläser. Ab 1839, dem Jahr, als die Erfindung der Fotografie veröffentlicht wurde, kamen Objektive und ab 1840 vollständige Kameras für die Fotografie dazu. Die Objektive Voigtländers waren revolutionär, denn sie waren die ersten mathematisch berechneten Präzisionsobjektive der Photographiegeschichte, konstruiert von dem Mathematikprofessor Jozef Maximilián Petzval. Sie haben eine zuvor ungekannt hohe Lichtstärke von 1/3,5 und wurden deshalb zur Verkürzung der damals noch nötigen langen Belichtungszeiten vor allem auch für Porträtaufnahmen eingesetzt.
Wegen Streitigkeiten mit Petzval, der Peter Wilhelm Friedrich von Voigtländer das Objektiv ohne Vertrag oder Patentierung für eine Einmalzahlung von nur 2000 Gulden überlassen hatte, entstand 1849 in Braunschweig das Zweigwerk Voigtländer & Sohn, Optische Anstalt. Später wurde die Firmenzentrale nach Braunschweig verlegt (Campe-Straße / Ecke Adolfstraße). Das Familienunternehmen Voigtländer wurde 1898 in eine Aktiengesellschaft umgewandelt, an der 1925 die Schering AG die Mehrheit erwarb. 1915 machten steigende Absatzzahlen einen Neubau der Fabrik und Umzug in den Stadtteil Gliesmarode (Petzvalstraße) erforderlich. 1929 wurde die Produktionskapazität erweitert. 1956 verkaufte die Schering AG die Voigtländer AG an die Carl-Zeiss-Stiftung, in der gleichzeitig auch Zeiss-Ikon und das Braunschweiger Zett-Werk aufgingen. 1957 wurde für die optische Fertigung ein Neubau bezogen, und die Verwaltung ebenfalls nach Gliesmarode verlegt. 1965 wurde die Zeiss-Ikon/Voigtländer-Vertriebsgesellschaft gegründet. Ab Mitte der 1960er Jahre geriet Voigtländer zusammen mit der Muttergesellschaft Zeiss-Ikon in eine immer größere Absatzkrise, die am 4. August 1971 zur Schließung des Voigtländer-Werks (2037 Mitarbeiter) führte.
Anschließend ging das Unternehmen in die Auffanggesellschaft Optische Werke Voigtländer über, an der sich Carl Zeiss, das Land Niedersachsen und der Braunschweiger Kamerahersteller Rollei zu je einem Drittel beteiligten; später übernahm Rollei alle Anteile. Die Auffanggesellschaft fertigte noch ein Jahr lang Objektive für Zeiss-Ikon und Rollei. 1974 wurden die Optischen Werke Voigtländer aufgelöst und die Voigtländer Vertriebsgesellschaft mbH gegründet, die Rollei-Kameras Made in Singapore unter dem Namen Voigtländer vertrieb.
Mit dem Konkurs und der Aufsplittung von Rollei 1982 wurden die Rechte an dem Namen Voigtländer für 100.000 DM 1983 an die Plusfoto GmbH & Co verkauft, die wiederum 1997 mit der Ringfoto-Gruppe fusionierte. So ist die Voigtländer GmbH mit Sitz in Fürth heute eine Tochtergesellschaft der Vertriebsgesellschaft Ringfoto GmbH  und bietet Objektive (Festbrennweiten) für alle gängigen Kamerahersteller an.

## Produktgeschichte

### Bis 1945
Beliebt auch bei Amateuren waren um 1905 Plattenkameras wie die Alpin, und ab etwa 1910 die schon in größeren Stückzahlen produzierten Platten- und Rollfilmkameras Bergheil und Avus.
Berühmte Objektive, die auch mit Wechselanschlüssen verkauft wurden, waren im frühen 20. Jahrhundert das fünflinsige Heliar von 1900 und das Skopar (ein Tessar-Typ).
Zu den bedeutendsten traditionellen Produkten von Voigtländer zählen die Mittelformatkameras Bessa aus den 1930er Jahren und die Voigtländer Brillant aus der gleichen Zeit. Dem Kleinbildformat wandte sich Voigtländer mit der Vito 1939 verhältnismäßig spät zu.

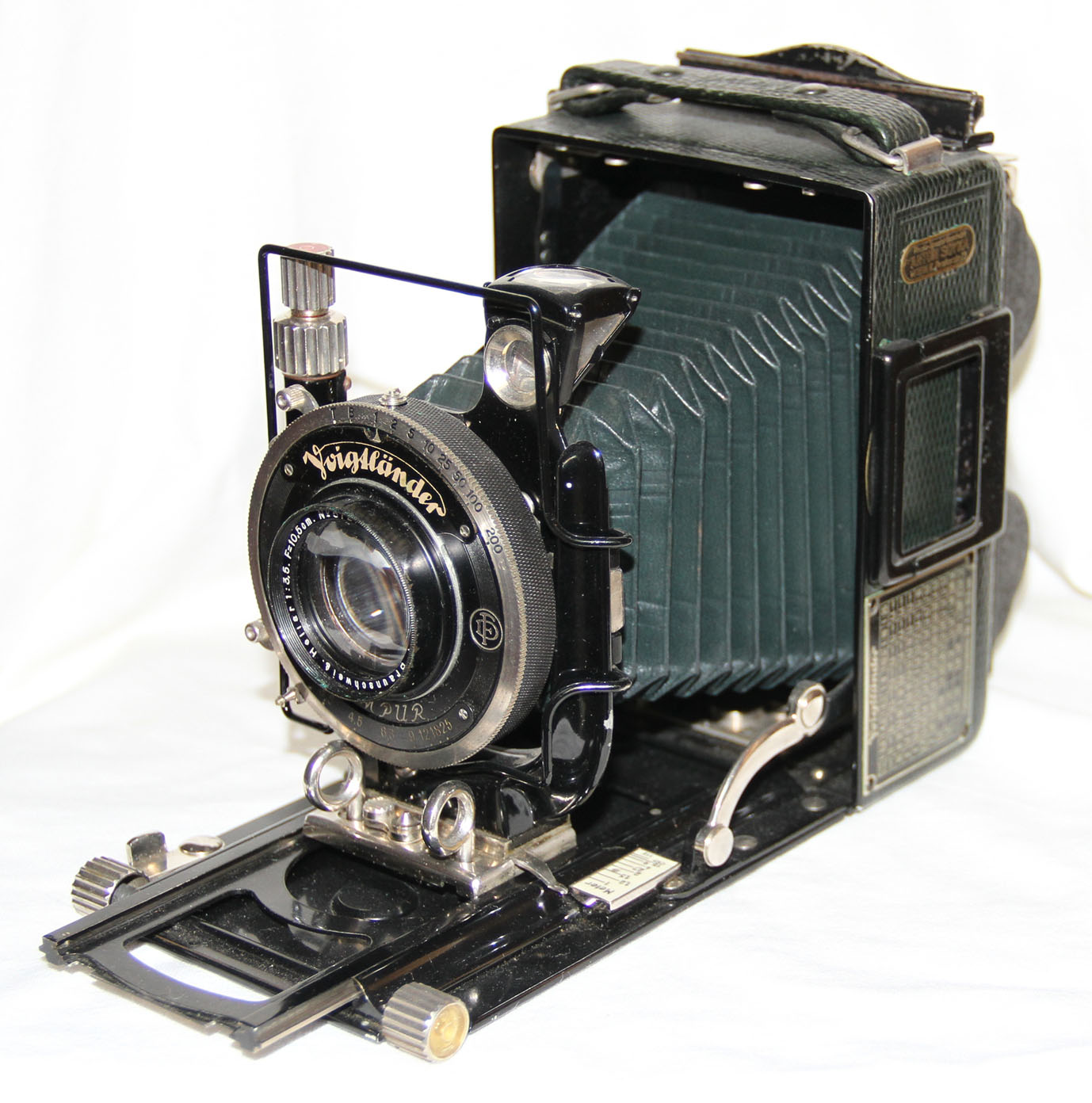
Voigtländer Bergheil (1932), Laufbodenkamera mit Rollfilmaufsatz, Format 6 × 9
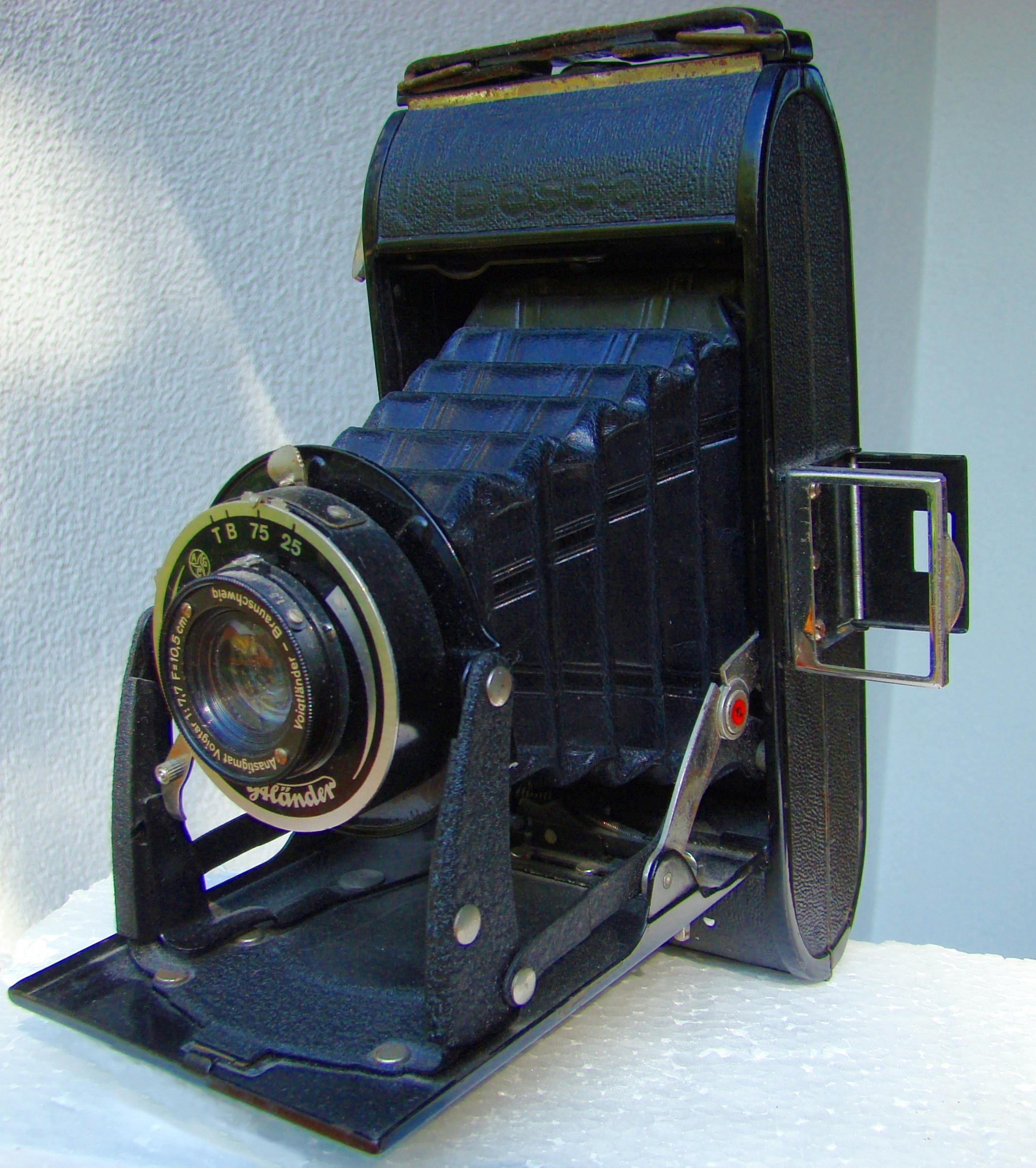
Voigtländer Bessa (1935), Rollfilmkamera, Format 6 × 9
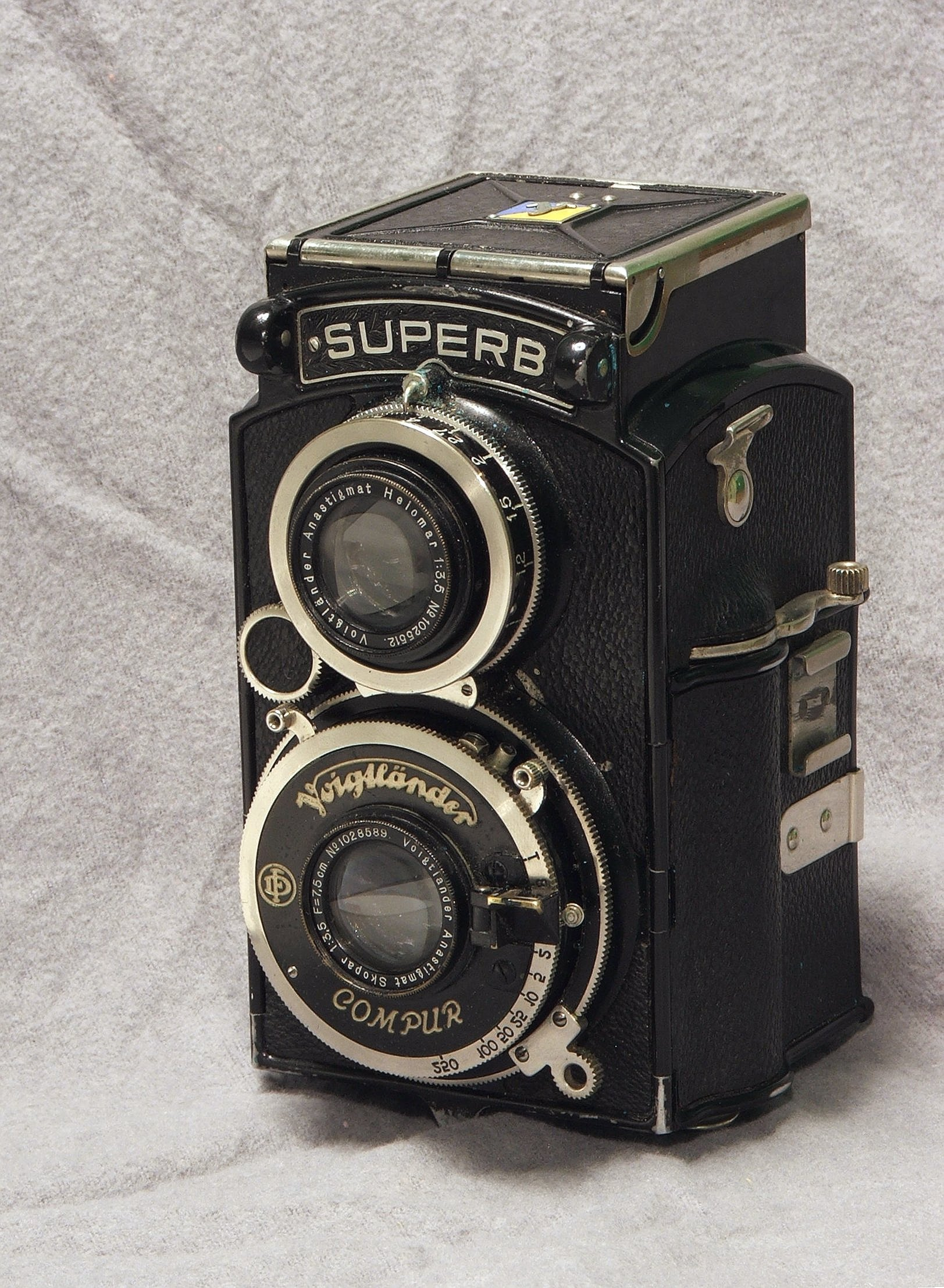
Voigtländer Superb (1935), zweiäugige Spiegelreflex-Kamera
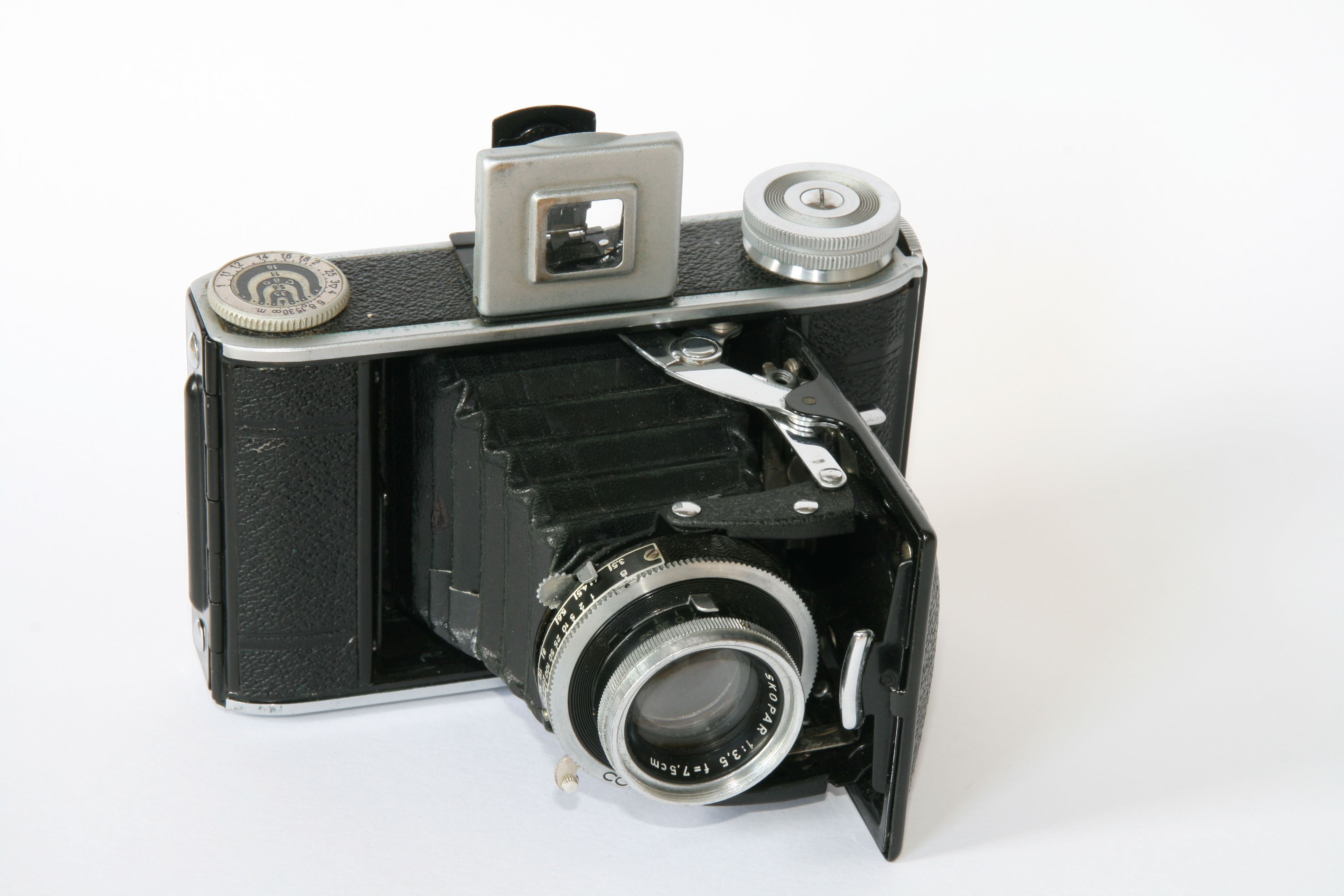
Voigtländer Bessa 66 (1936), Rollfilmkamera, Format 6 × 6

### 1945–1982

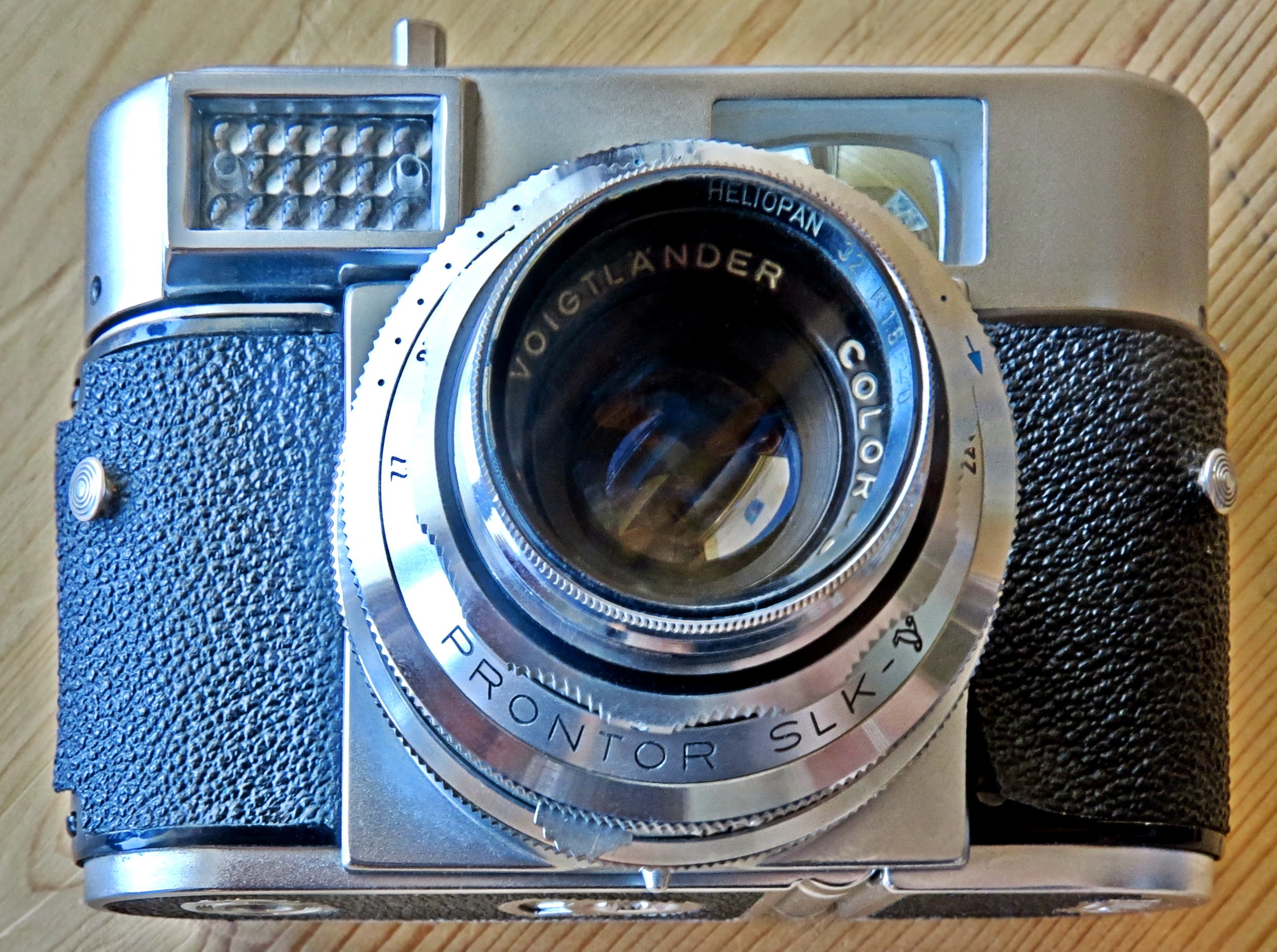
Vitomatic I Prontor SKL-V (1957)

Nach dem Krieg hatte man mit Kleinbild-Sucherkameras, Modellen wie der Vitessa von 1953, Dynamatic (1960) und Vitrona (1964) große Erfolge, auch im Export. Die Vitrona war die erste Kamera mit eingebautem Blitz. Die Voigtländer-Werbung zielte nicht zuletzt auf die überlegene optische Qualität ab: „Voigtländer – weil das Objektiv so gut ist“.
Voigtländer stellte 1952 das erste apochromatisch korrigierte Objektiv für Mittelformatkameras normaler Lichtstärke her, das 4.5/105 mm Apo-Lanthar. Mit dem Ultron 2.0/50 mm (Gauß-Typ) hatte man eines der besten Kleinbildobjektive seiner Zeit im Programm, das als Vorlage für die Weiterentwicklung vieler anderer Hersteller diente. Das Nokton 1.5/50 mm, ebenfalls berechnet von A. W. Tronnier, gehörte 1951 zu den lichtstärksten Objektiven.
1959 stellte man mit dem Zoomar 2,8/36–82 das erste Zoom-Wechselobjektiv für Kleinbildkameras der Welt vor.

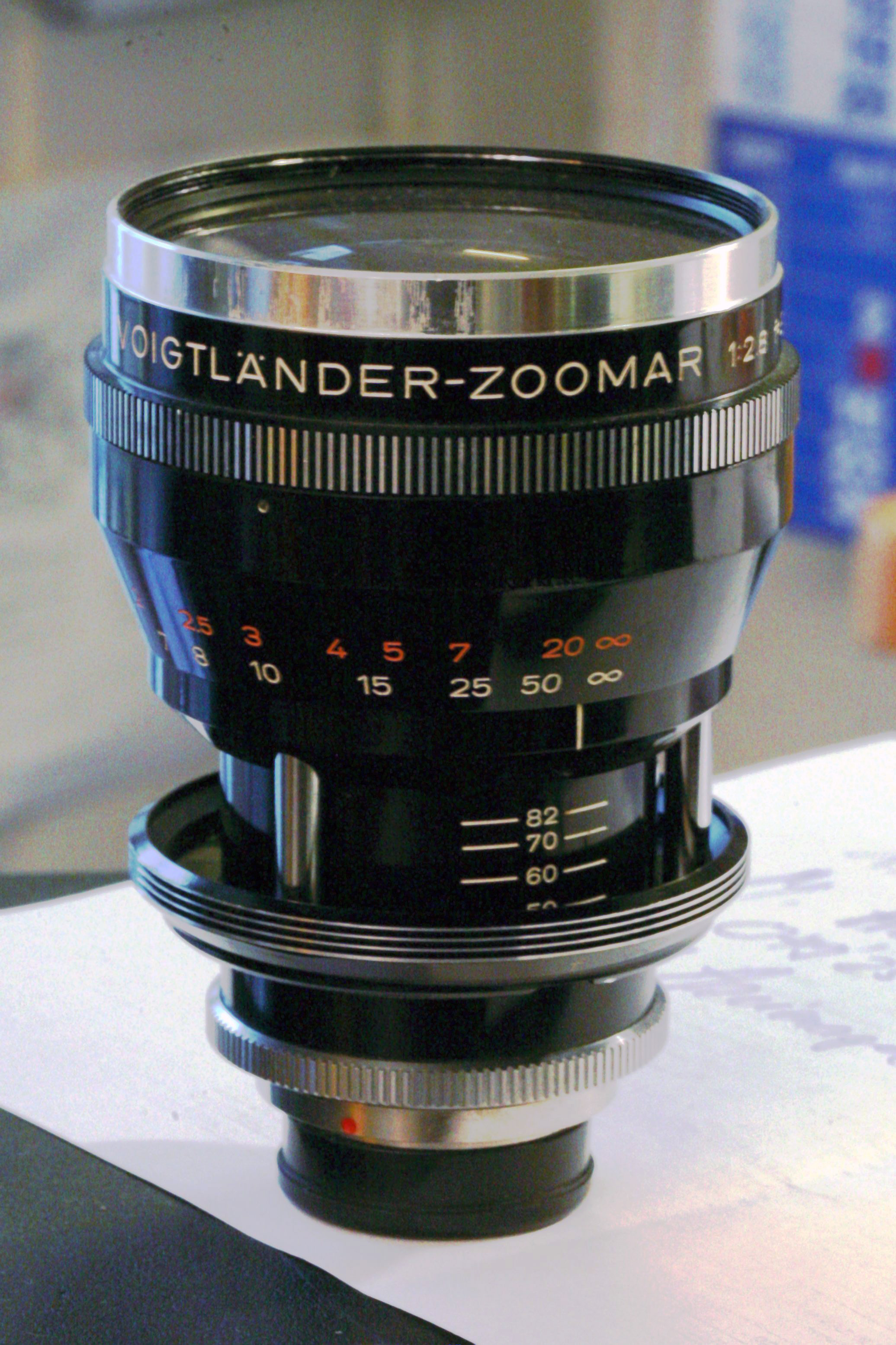
Voigtländer Zoomar 36–82, Lichtstärke durchgehend 2,8, Filtergewinde 95 mm

In den 1950er Jahren baute Voigtländer im gehobenen Marktsegment Mittelformat-Faltkameras (Bessa-II), Messsucher-Kleinbildkameras mit wechselbaren Objektiven (Prominent) und Spiegelreflexkameras mit Zentralverschluss (Bessamatic – 1957). 1959 und 1963 wurden SLR-Prototypen mit Schlitzverschluss entwickelt (interne Bezeichnung Typ 132), die beide vom Konzernvorstand verworfen wurden. Stattdessen produzierte man die Zentralverschluss-SLRs weiter, obwohl deren sinkende Verkaufszahlen bereits das nahende Ende dieser Kameragattung signalisierten. Die letzte in Braunschweig gebaute Voigtländer-SLR war die Bessamatic-CS (1966). Neben der Bessamatic Serie bestand ab 1961 auch noch die Ultramatic Serie. Dabei handelte es sich zwar um den gleichen Typ SLR-Kameras, jedoch war die Ultramatic viel schwerer und wuchtiger als die Bessamatic. Die erste Serie der Ultramatic besaß einen Rückschwingspiegel, der das Sucherbild nach dem Auslösen wieder öffnete. Dieser wurde durch eine zusätzliche Platine im Kameraboden ermöglicht. Leider war die Ultramatic auch sehr fehleranfällig. Dies lag an einem nicht vollständig ablaufenden Hemmwerk, das schließlich zu einer vollständig blockierten Kamera führte. Die zweite Ultramatic-Serie, die nun aufgrund der CDS-Belichtungsmessung Ultramatic CS hieß, besaß keinen Rückschwingspiegel, jedoch die zuvor in keinem deutschen Kameramodell vorhandene TTL-Belichtungsmessung. Außerdem fand die Verstellung der Filmempfindlichkeit nun an einem weiteren Ring am Verschluss der Kamera statt. Die Wechselobjektive für Zentralverschluss waren lichtschwächer als die Konkurrenz – z. B. konnte das Nokton nicht eingebaut werden. Während etwa Pentax den sehr erfolgreichen „offenen Standard“ des M42-Objektivgewindes unterstützte, verließ sich Voigtländer auf sein eigenes, markenrechtlich geschütztes, aber inkompatibles System. Das Angebot an Wechselobjektiven blieb klein. Die Ultramatic verkaufte sich schlecht und wurde 1968 eingestellt.

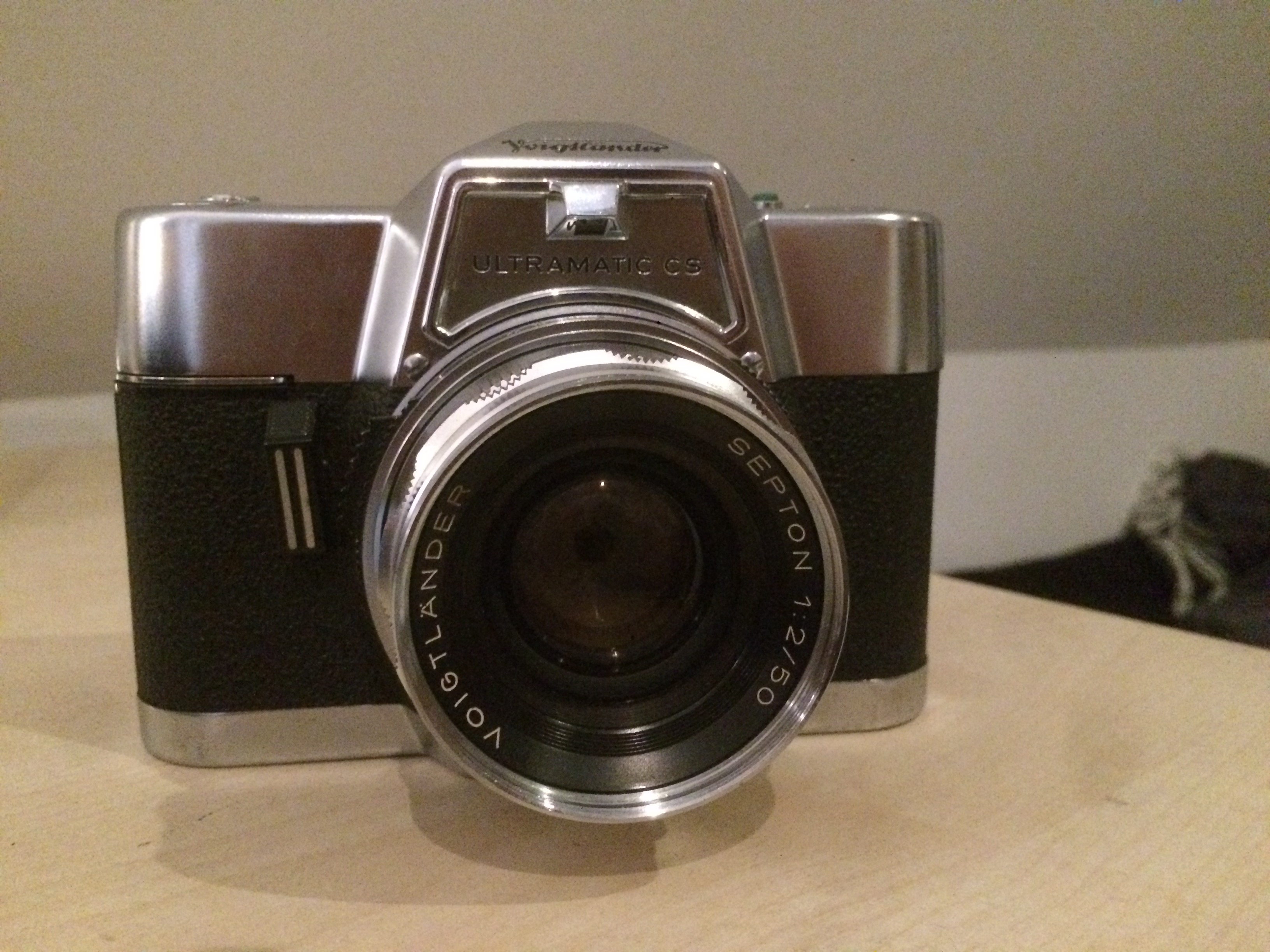
Spiegelreflexkamera Ultramatic CS mit Septon (1966)

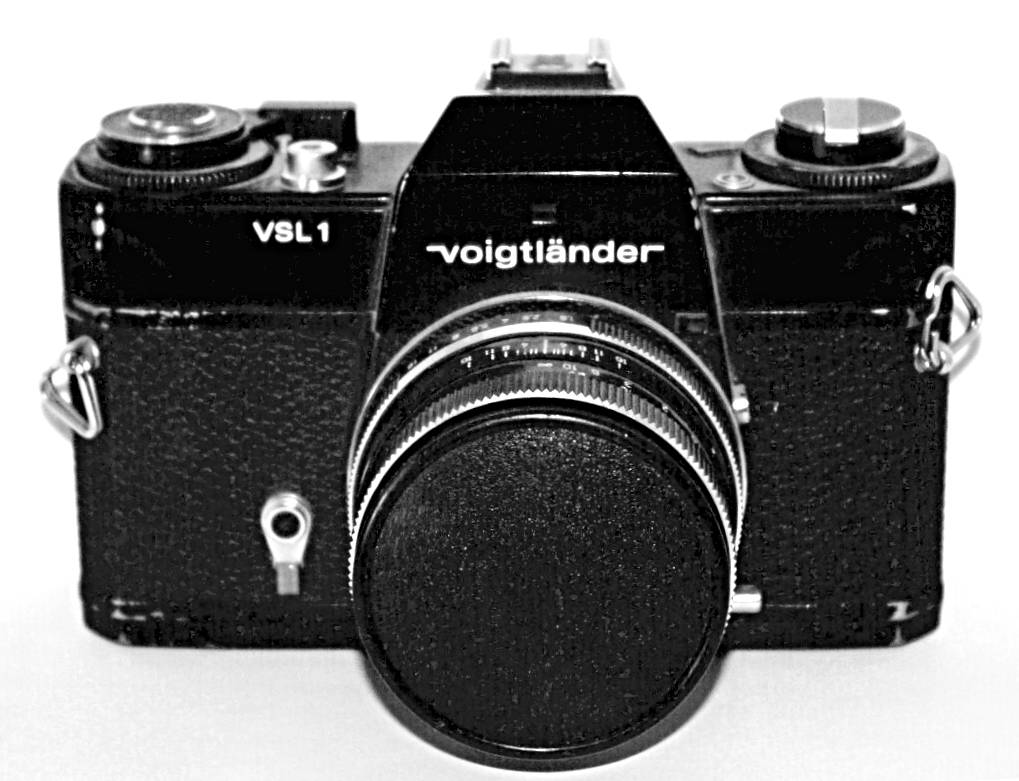
Spiegelreflex VSL 1 (ab 1971)

Ein Prototyp von 1963 mit Schlitzverschluss (Bessaflex) wurde drei Jahre später schließlich leicht verändert unter dem Logo Zeiss-Ikon bzw. als Zeiss-Ikon-Voigtländer Icarex gebaut. Der Icarex fehlte jedoch die inzwischen marktübliche TTL-Belichtungsmessung. Die Icarex ist die einzige bekannte SLR, die parallel mit zwei verschiedenen Objektivanschlüssen gefertigt wurde: mit einem markenspezifischen Bajonettanschluss und mit dem Gewinde M42. Erfolgreich waren beide nicht, obwohl die eingesetzten Objektive Carl-Zeiss-Konstruktionen waren. Verglichen mit der japanischen Konkurrenz war das Produktprogramm von Voigtländer ab Mitte der sechziger Jahre veraltet und zu teuer. Die technologische Führerschaft hatten Firmen wie Pentax und Nikon übernommen.
In den Jahren nach 1971 lag die Marken-Inhaberschaft bei Rollei. Die Voigtländer-Kameras waren entweder größtenteils mit Rollei-Kameras identisch oder wichtige Baugruppen wurden gemeinsam verwendet. Die Produktion fand damals im Rollei-Werk Singapur statt. Die Voigtländer-Kameras wurden gegenüber Rollei niedriger am Markt positioniert, u. a. durch eine in Details sparsamere Ausstattung. Wichtigste Kameras dieser Ära waren die mit dem QBM-Bajonett ausgestatteten Rollei- und Voigtländer-Parallelmodelle VSL 1/Rollei SL 35 M, VSL 2/Rollei SL 35 ME und VSL 3/Rollei SL 35 E sowie zuvor die Voigtländer-VSL 1 mit M42-Schraubgewinde, Drehlage-sicherndem Anschlag und einer axialen mechanischen Übertragung des Blendenwertes vom Objektiv an die Kamera für die Offenblendmessung.
Diese Kameras konnten sich ebenfalls am Markt nicht behaupten. Nach der Schließung des Singapur-Werkes und dem Konkurs von Rollei 1981 gab es bis 1997 keine Kameras unter dem Namen Voigtländer mehr.

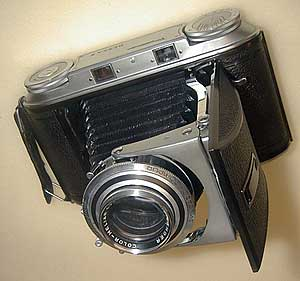
Voigtländer Bessa II (1952), Faltkamera Rollfilm 6 × 9
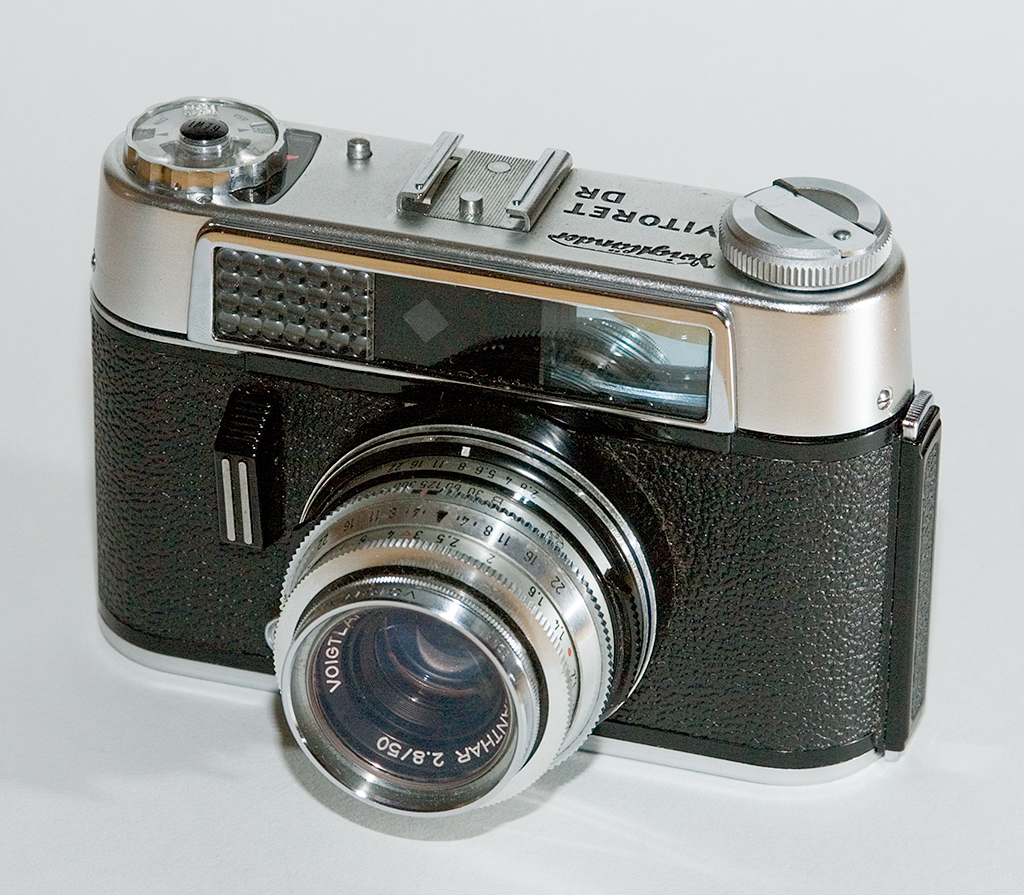
Sucherkamera Vitoret DR (um 1965)
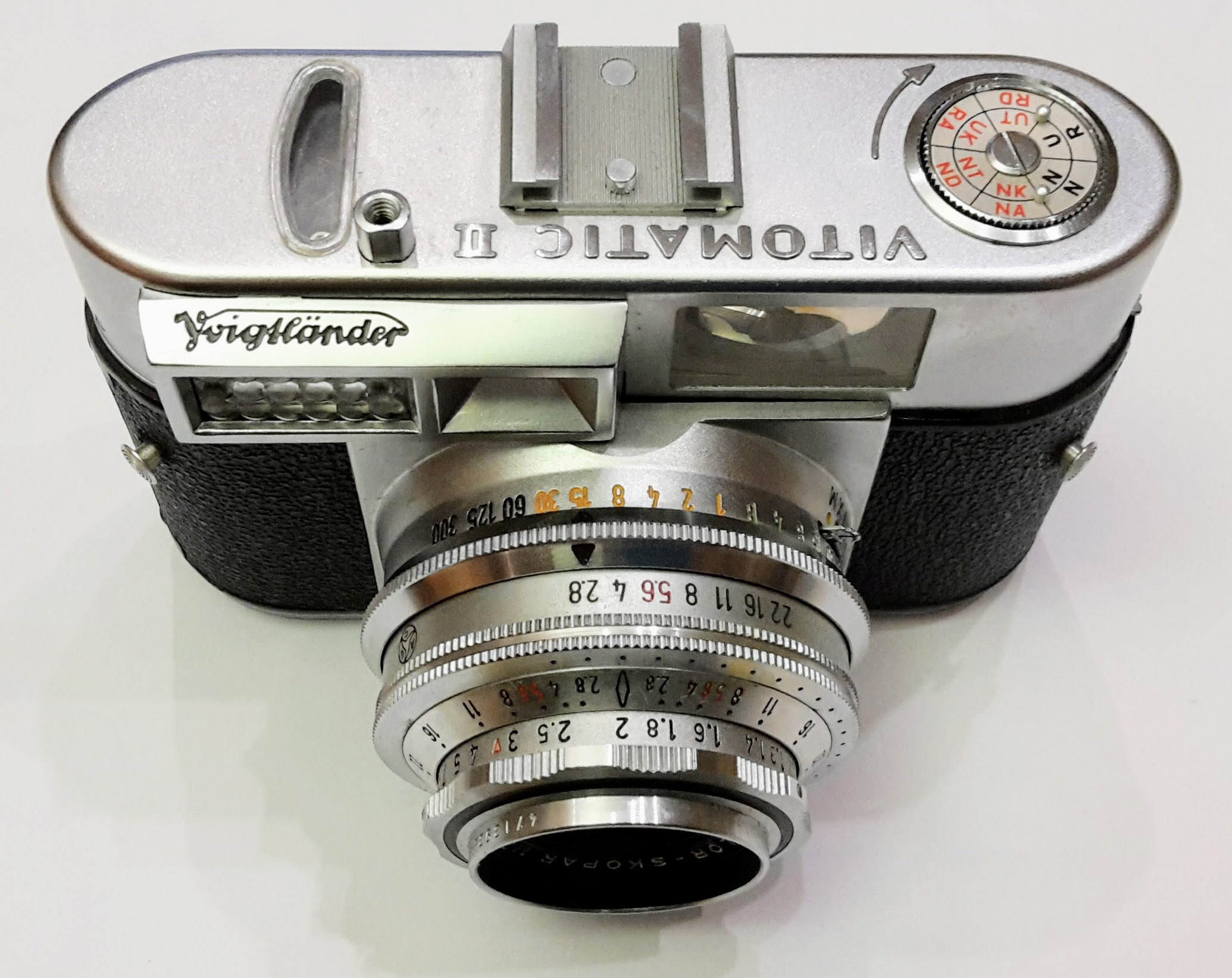
Messsucherkamera Vitomatic II mit Color-Skopar 1:2,8 50mm um 1960
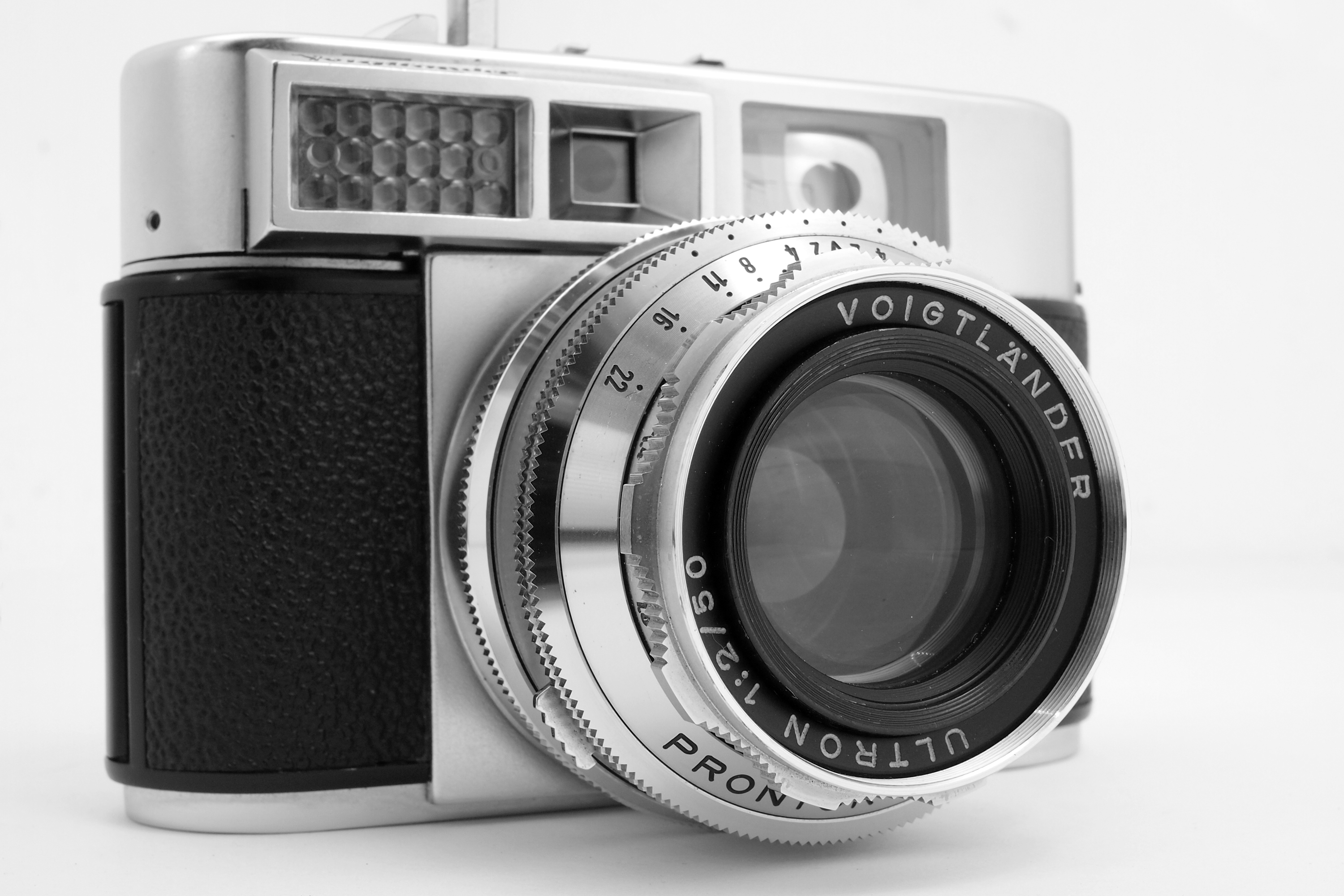
Messsucherkamera Vitomatic IIa mit Ultron 50mm f2.0 (um 1963)
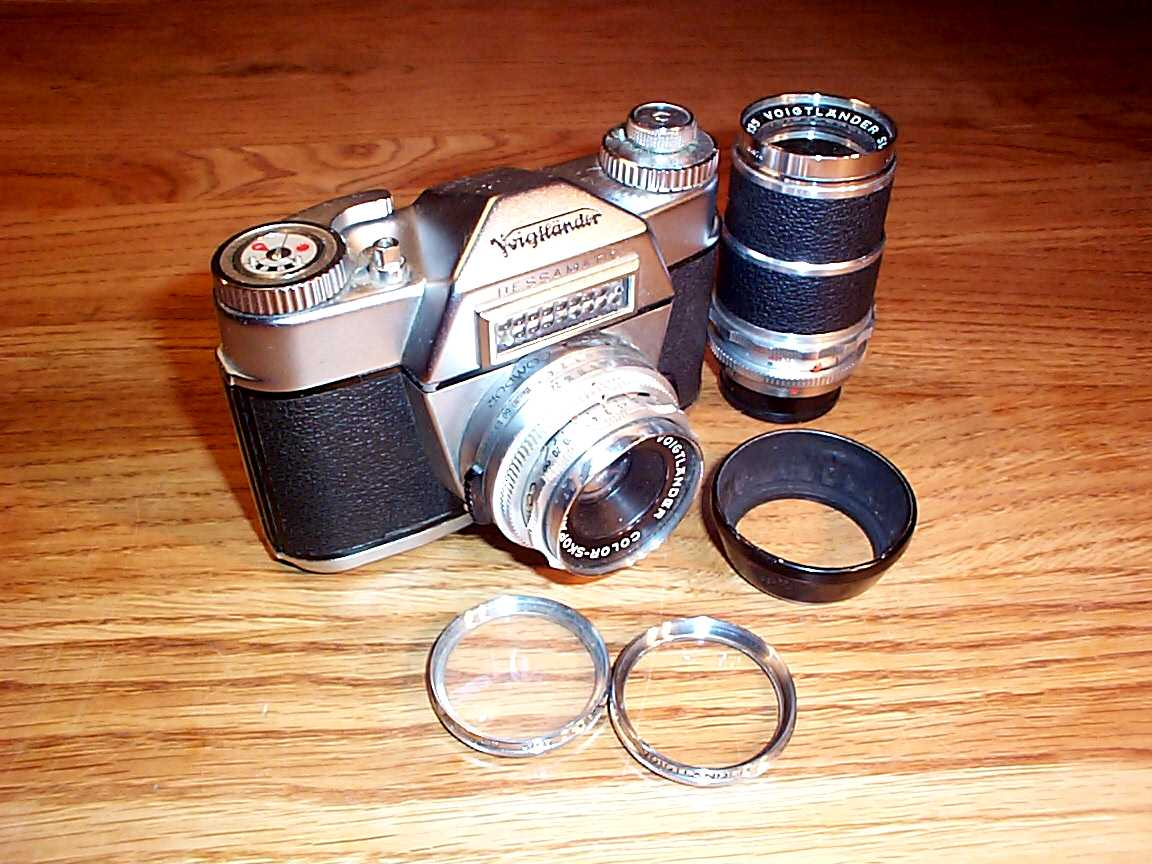
Spiegelreflexkamera: Bessamatic
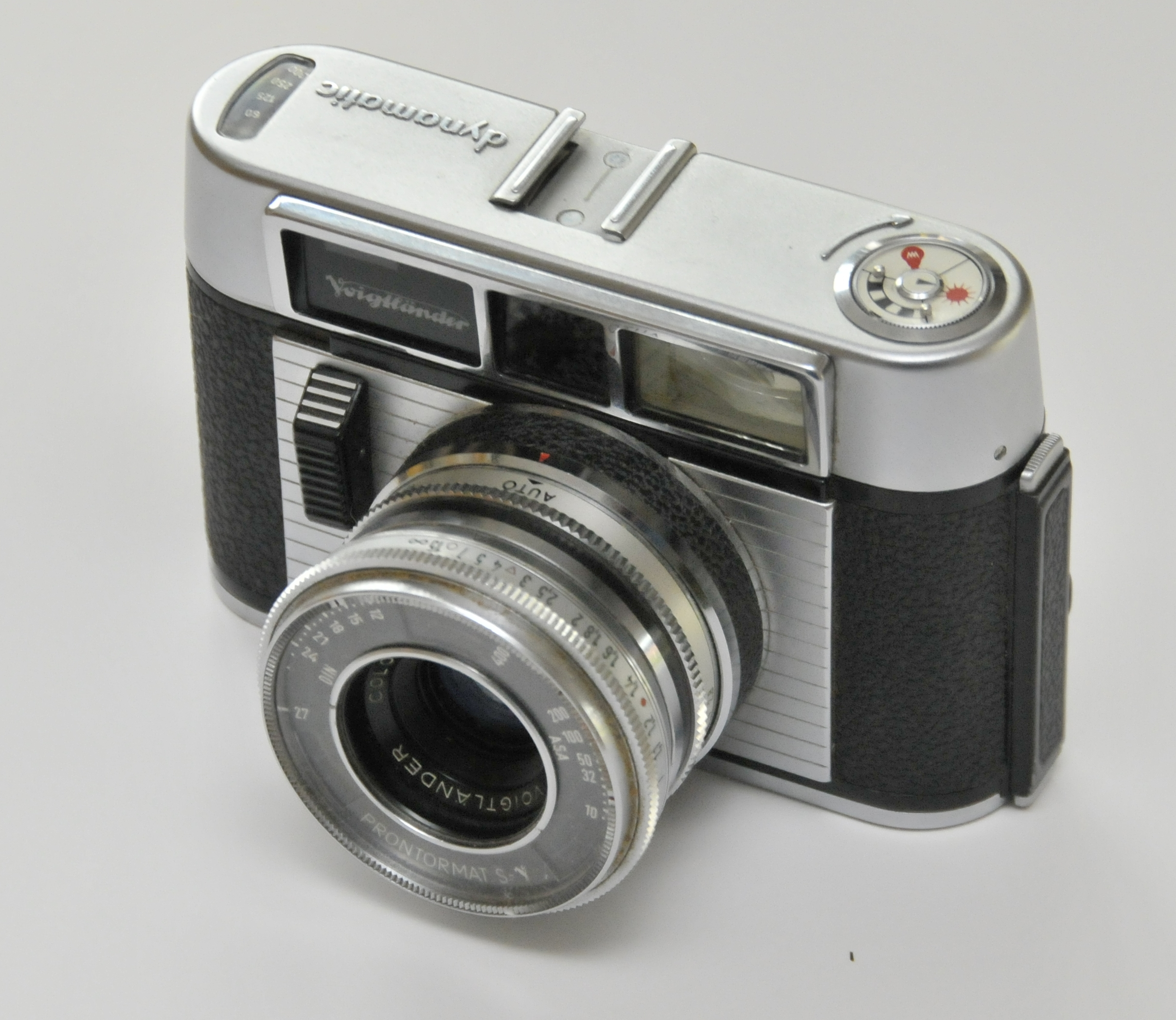
Leuchtrahmen-Sucherkamera Dynamatic (1960)

### Seit 1999

#### Ringfoto GmbH & Co.KG
1997 übernahm die Ringfoto Gruppe durch die Fusion mit Plusfoto die Firma Voigtländer. Es werden unterschiedliche analoge und digitale Kompaktkameras, Speicherkarten, Filme, digitale Bilderrahmen und vor allem Objektive vertrieben.
Seit 2015 umfasst das Angebot ausschließlich verschiedene Festbrennweiten unterschiedlicher Kameraanschlüsse sowie Kamerazubehör.

#### Cosina-Messsucherkameras
1999 erwarb die japanische Firma Cosina Namensrechte an der Marke Voigtländer, seitdem entwickelt und fertigt Cosina Messsucherkameras der Serie Bessa (Modelle T, L und R) und dazugehörige Objektive unter dem Namen Voigtländer, zunächst mit Objektivgewinde M39, seit dem Auslaufen des Patentschutzes 2002 auch mit Leica-M-Objektivbajonett.
Als Basis diente dabei die Kamerachassis der Spiegelreflexkamera Cosina CT-1, die in den vergangenen Jahren auch für Lohnfertigungen anderer Hersteller benutzt wurde (Canon T60, Nikon FM10 und FE10, Olympus OM-2000). Die Modelle R2, R3 und R4 unterscheiden sich durch ihre Suchervergrößerung. Außerdem ist jedes Modell wahlweise als A- oder M-Modell erhältlich, wobei das A-Modell mit Zeitautomatik ausgestattet und auf Batterien angewiesen ist, während das M-Modell nur Belichtungsmessung besitzt und deswegen, ohne Belichtungsmessung, auch ohne Batterien verwendet werden kann.
Alle Modelle besitzen TTL-Belichtungsmessung, einen vertikal ablaufenden Metallverschluss und eine Blitzsynchronisationszeit von 1/125 s. Der passende Sucherrahmen zum Objektiv wird nicht automatisch von der Kamera erkannt, sondern muss mithilfe eines Schalters auf der Kameraoberseite gewählt werden.
Von 2002 bis 2005 war die Bessa R2 auch mit den klassischen Anschlüssen Nikon S (gebaut bis 1964) und Contax RF (gebaut bis 1962) lieferbar, für die Cosina sogar eigene Objektive anbot. Diese Produktvariante ist mittlerweile eingestellt.
Von 2002 bis 2006 vertrieb auch Rollei eine modifizierte Version der Bessa R2 unter dem Namen „Rollei 35RF“. Das Gehäuse entsprach im Wesentlichen dem der Bessa, war aber wertiger verarbeitet. Lieferbar waren drei von Zeiss berechnete und von Rollei montierte Objektive mit Brennweiten von 40, 50 und 80 mm.
Epson brachte 2004 eine digitale Version der Bessa R2 auf den Markt, die Epson R-D1, später die Nachfolgeversionen R-D1s, R-D1x und R-D1xG, die z. T. nur auf dem japanischen Markt erhältlich waren. In das Kameragehäuse wurde ein 6,1-MP-APS-C-Sensor und eine Rückwand mit LC-Bildschirm eingebaut.
2009 brachte Cosina mit der Voigtländer SSA III 667 erstmals nach über 50 Jahren wieder eine Mittelformat-Faltkamera auf den Markt, die 120/220-Rollfilm wahlweise im Format 6×6 oder 6×7 belichten kann.
Ende 2015 wurden die letzten oben genannten Bessa-Modelle eingestellt.
Cosina produziert weiterhin alle Objektive (Festbrennweiten) für Voigtländer. 2019 wurde das 75 mm-Heliar-Objektiv durch ein Nokton 1:1,5 abgelöst.
| Modellbezeichnung    | Produktionszeitraum | Objektivanschluss     | Suchervergrößerung | Bemerkungen | Bild          |
| -------------------- | ------------------- | --------------------- | ------------------ | --- | ------------- |
| Bessa L              | 1999–2003           | M39                   | -/-                | kein Sucher, kein Entfernungsmesser; Betrieb mit Aufstecksuchern und Weitwinkelobjektiven mit Zonenskala        |               |
| Bessa R              | 1999–2002           | M39                   | 0,68               | erste Messsucherkamera von Cosina-Voigtländer                                                                   |               |
| Bessa T              | 2001–2004           | Leica M               | 1,5                | nur Entfernungsmesser, kein Sucher; Betrieb mit Aufstecksuchern                                                 |               |
| Bessa R2 Rollei 35RF | 2002–2004           | Leica M               | 0,68               | Nachfolgemodell der R, mit Leica-M-Anschluss                                                                    |               |
| Bessa R2S            | 2002–2005           | Nikon S               | 0,68               | mit Nikon-S-Anschluss                                                                                           |               |
| Bessa R2C            | 2002–2005           | Contax RF             | 0,68               | mit Contax-RF-Anschluss                                                                                         |               |
| Epson R-D1 1s/1x/1xG | 2004–2009           | Leica M               | 1,0                | digital: 6,1 MP APS-C-Sensor.                                                                                   |               |
| Bessa R2M/A          | 2004–2015           | Leica M               | 0,7                | M = mechanischer Verschluss, A = elektronischer Verschluss; Sucherrahmen für 35 mm, 50 mm & 75/90 mm            |               |
| Bessa R3M/A          | 2004–2015           | Leica M               | 1,0                | M = mechanischer Verschluss, A = elektronischer Verschluss; Sucherrahmen für 40 mm, 50 mm & 75/90 mm            | Bessa R3A     |
| Bessa R4M/A          | 2006–2015           | Leica M               | 0,52               | M = mechanischer Verschluss, A = elektronischer Verschluss; Sucherrahmen für 21 mm, 25 mm, 28 mm, 35 mm & 50 mm | Bessa R4A     |
| Bessa III 667        | 2009–2015           | Objektiv fest verbaut |                    | Faltkamera Rollfilm 6×6/6×7                                                                                     | Bessa III 667 |

##### Spiegelreflex (analog)
Von 2003 bis 2007 baute Cosina eine Voigtländer Bessaflex auf Basis der CT-1, die äußerlich an das breite Prisma der Topcon RE-Super erinnerte. Das Normalobjektiv „Topcor“ mit Lichtstärke 1,4 wurde nachgebaut.

##### Voigtländer-Objektive

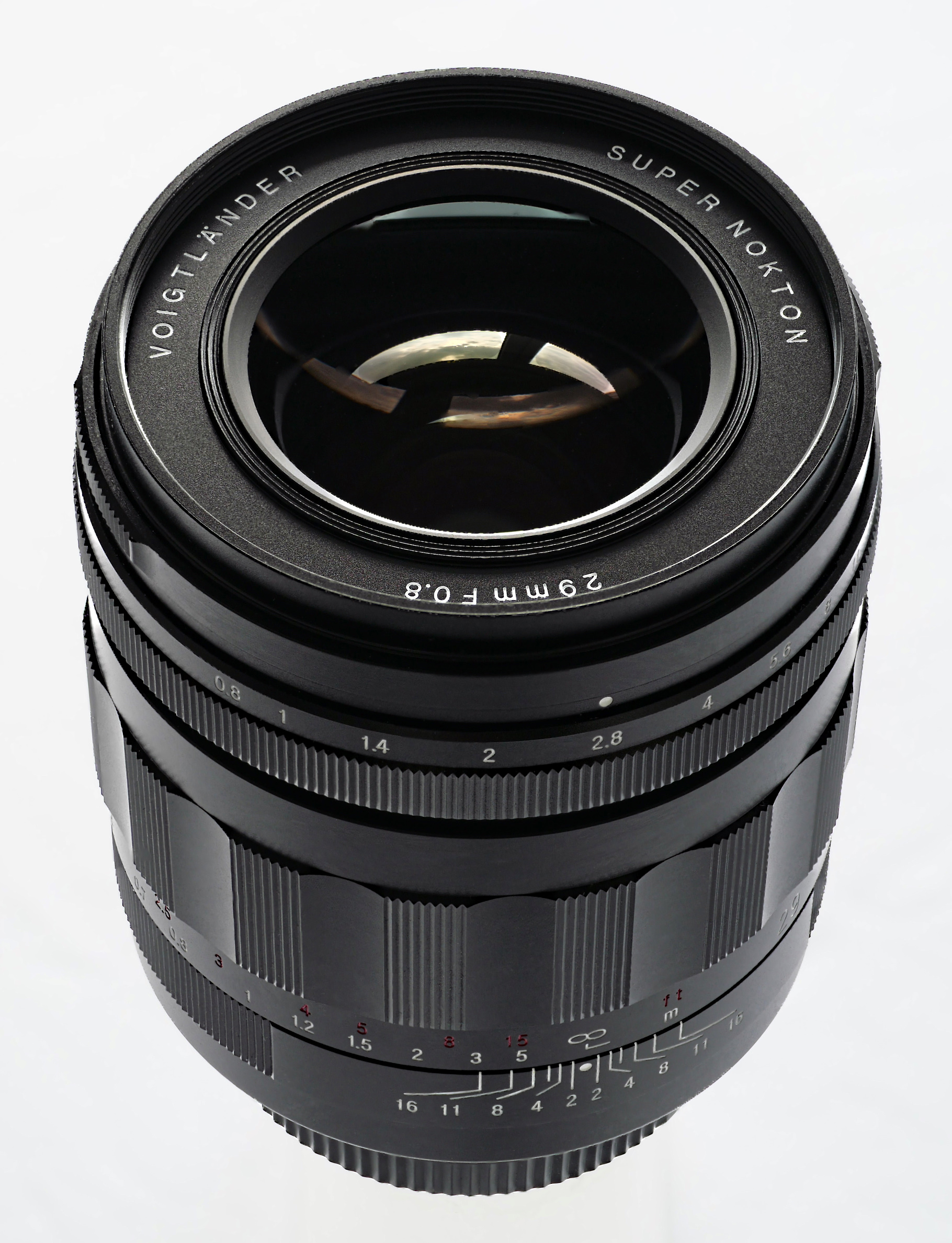
Super Nokton 29 mm F0,8

Voigtländer bietet einige Objektive mit fester Brennweite für verschiedene Kamerasysteme an, darunter für Leica M Kameras, DSLRs, spiegellose Kameras sowie Systemkameras. Die Objektive decken dabei den Anwendungsbereich Porträt bis hin zu Weitwinkel ab. Neben den Objektiven mit Leica M-Anschluss bietet Voigtländer zudem Objektive für den Micro-Four-Thirds-Standard (Baureihe MFT, seit 2010), SLR-Objektive mit Nikon-F-Anschluss, Sony-E-Bajonett, Fujifilm-X-Bajonett, Nikon Z-Bajonett, M39 – sowie als erster Third party-Anbieter – Objektive für den RF-Anschluss von Canon an.
2001 baute Cosina ein Heliar-Objektiv als Limited Edition unter dem Namen Voigtländer. Dies war eine bis dahin für Mittel- und Großformat-Kameras verwendete Objektivbezeichnung.
Das 2021 auf den Markt gekommene Normalobjektiv 29 mm / 1:0,8 Super Nokton asphärisch für das Micro-Four-Thirds-System ist das lichtstärkste serienmäßig hergestellte Objektiv der Welt.

## Weitere verbundene Personen
- Marcus Schwier, Fotograf und Künstler, der seit 1999 mit Voigtländer Kameras und Objektiven[20] arbeitet. Zahlreiche Voigtländerkataloge[21] sind mit seinen Aufnahmen bebildert.
- Hans Sommer, Stiefsohn Peter Wilhelm Friedrich von Voigtländers, Direktor der Technischen Hochschule Braunschweig von 1875 bis 1881, der für Voigtländer & Sohn u. a. die Objektivserie Euryskop (1878) berechnete.